# わろてんか
『わろてんか』は、2017年度後期放送のNHK「連続テレビ小説」第97作で、2017年10月2日から2018年3月31日まで放送されたテレビドラマ。

## 企画・制作
ヒロインの藤岡てんは、吉本興業の創業者吉本せいがモデルである。明治後期から第二次世界大戦終了直後の大阪を舞台に、寄席経営に挑む姿を描く。
2016年11月10日に制作発表された。タイトルは、笑ってください（笑ってほしい）という意味の関西弁から。ヒロインは、2017年3月9日にオーディションによって2378人の中から葵わかなに決定したことが発表された
2017年5月19日、クランクインし、9月6日に第1週試写会が行われた。
2018年2月27日、クランクアップ。

### ロケ地ギャラリー

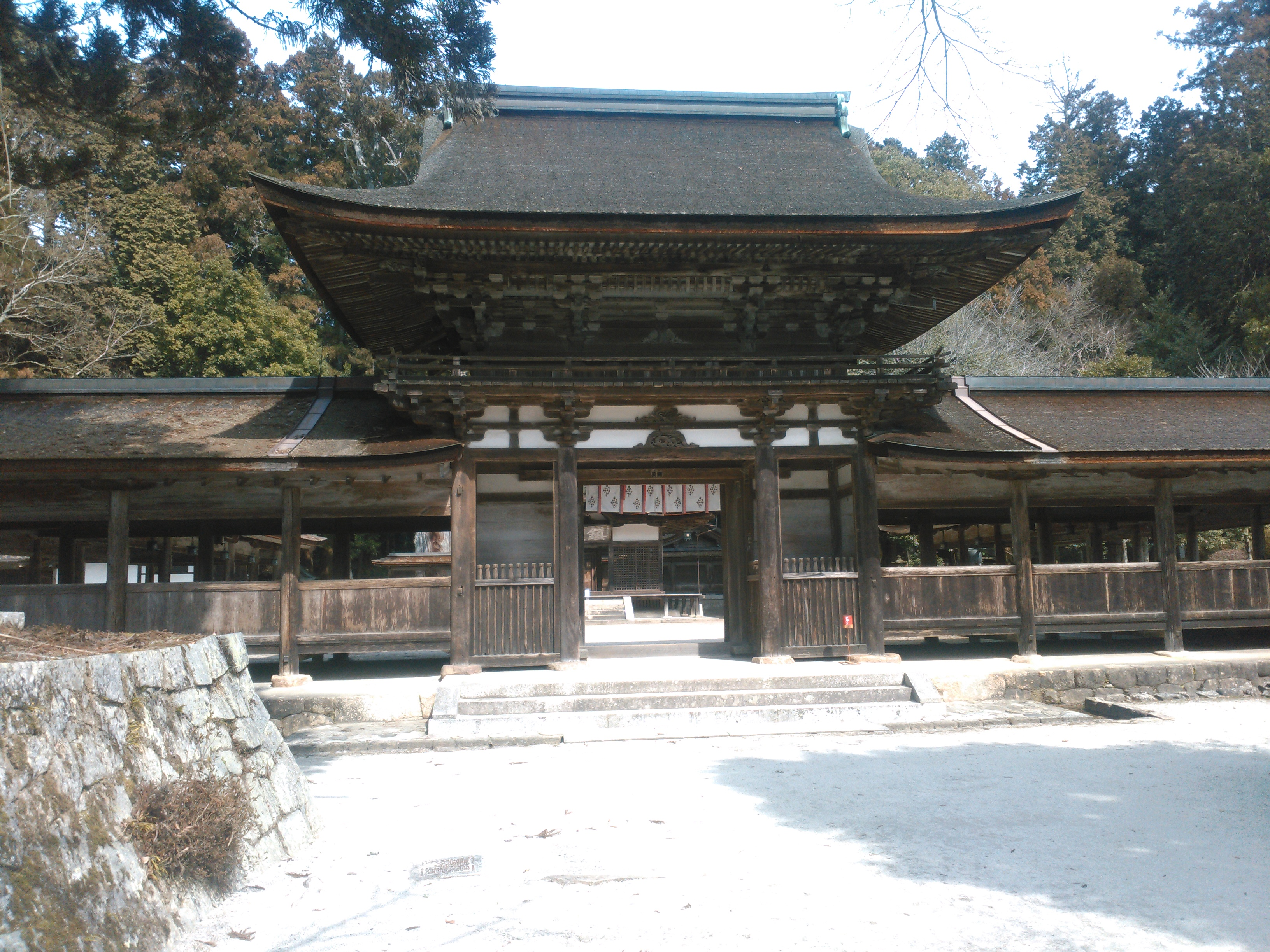
油日神社（甲賀市）てんと藤吉が初めて出会った神社[10]。
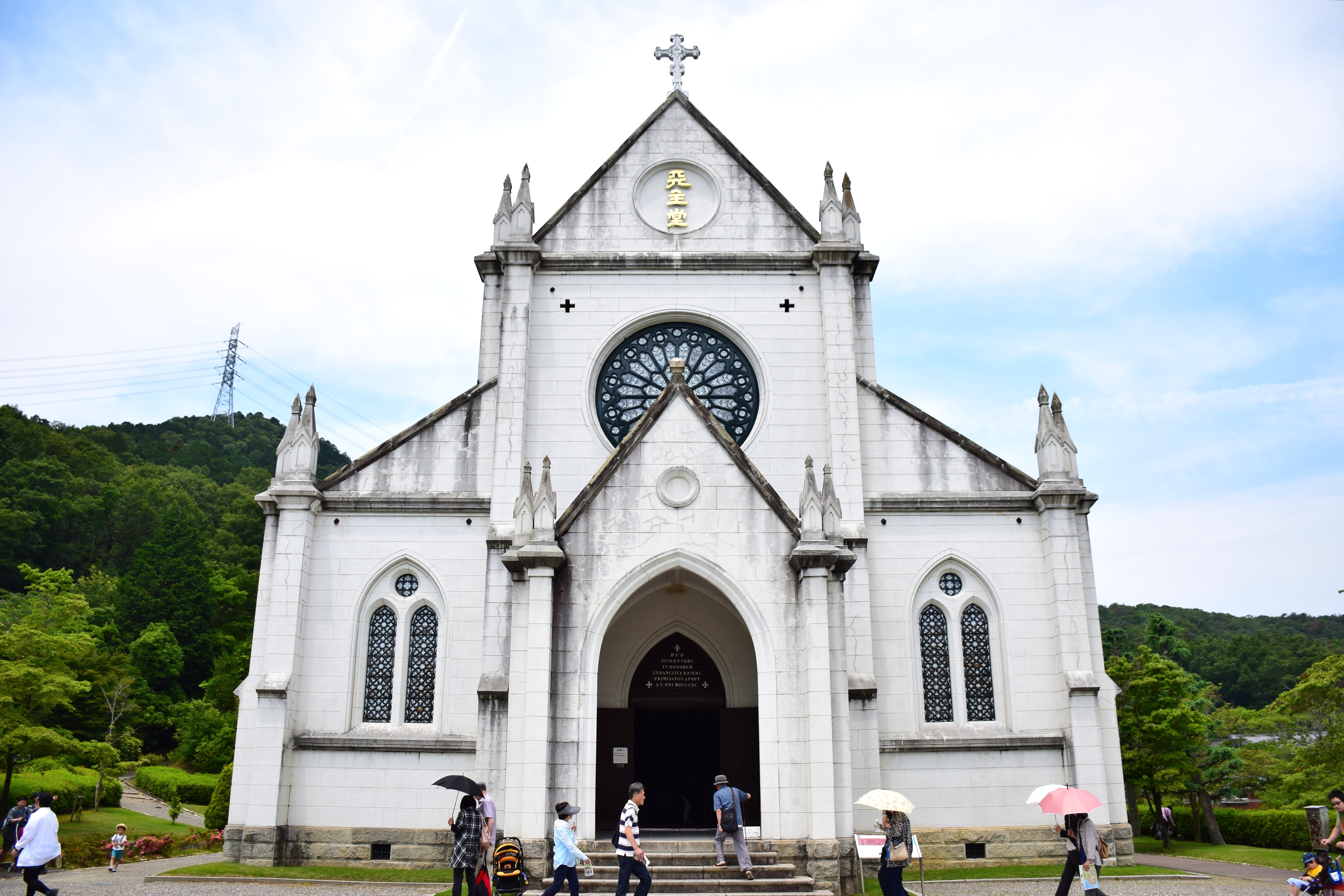
博物館明治村・聖ザビエル聖堂（犬山市）リリコが出演する活動写真のロケ地[11]。
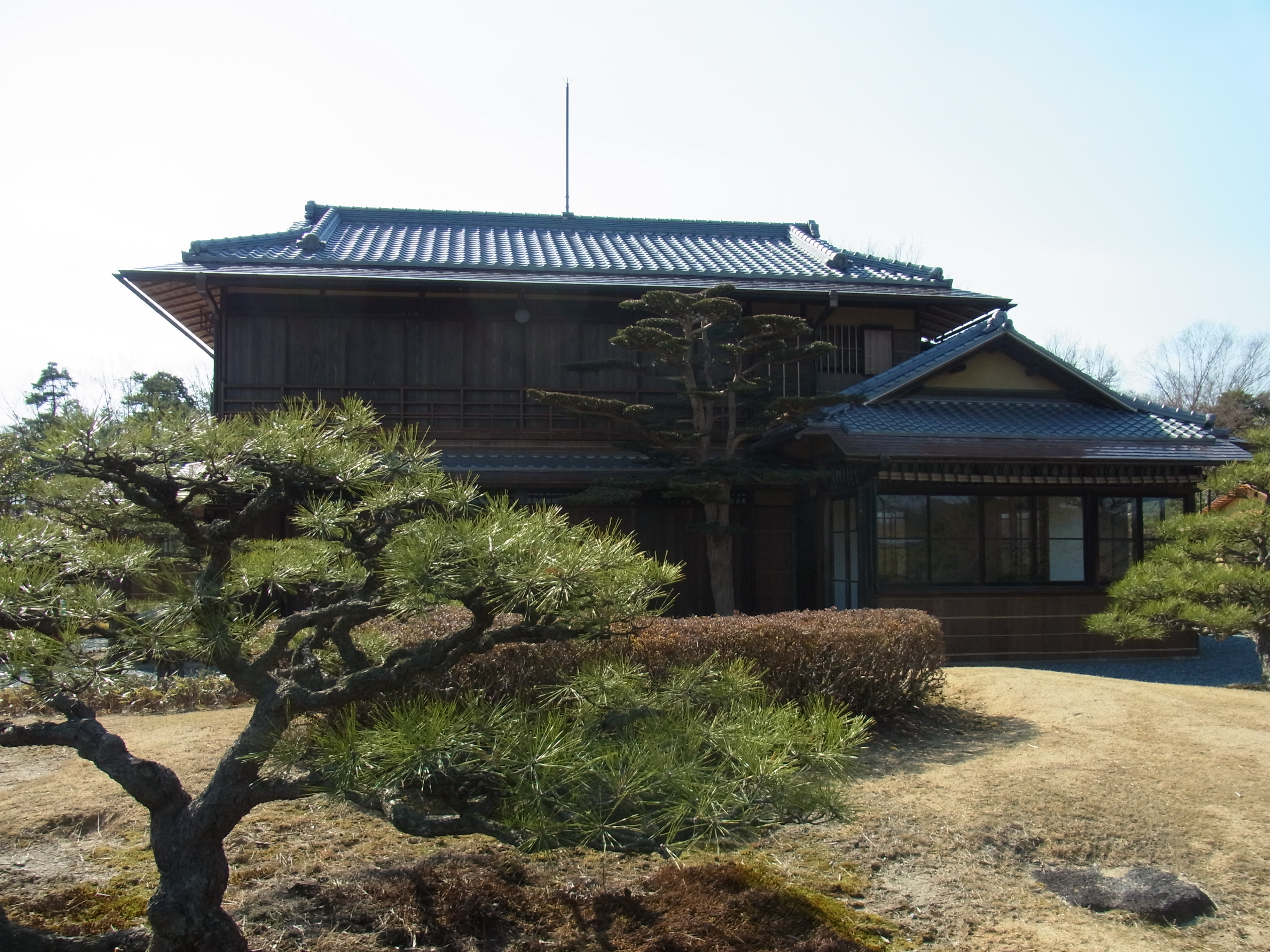
博物館明治村・西園寺公望別邸坐漁荘（犬山市）てんと藤吉が安来節乙女組員を選出した安来旅館[11]。
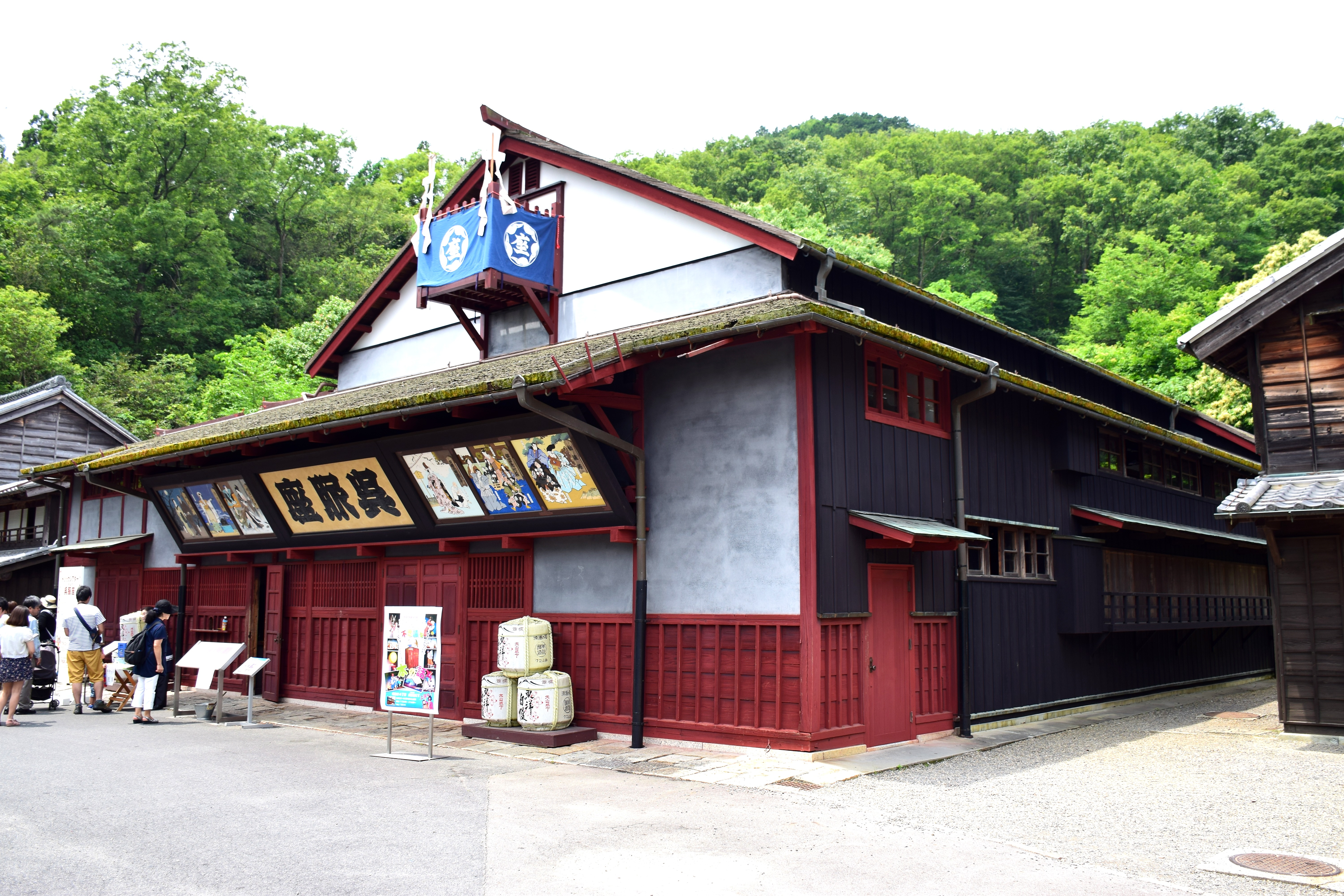
博物館明治村・呉服座（犬山市）南地風鳥亭のロケ地[11]。
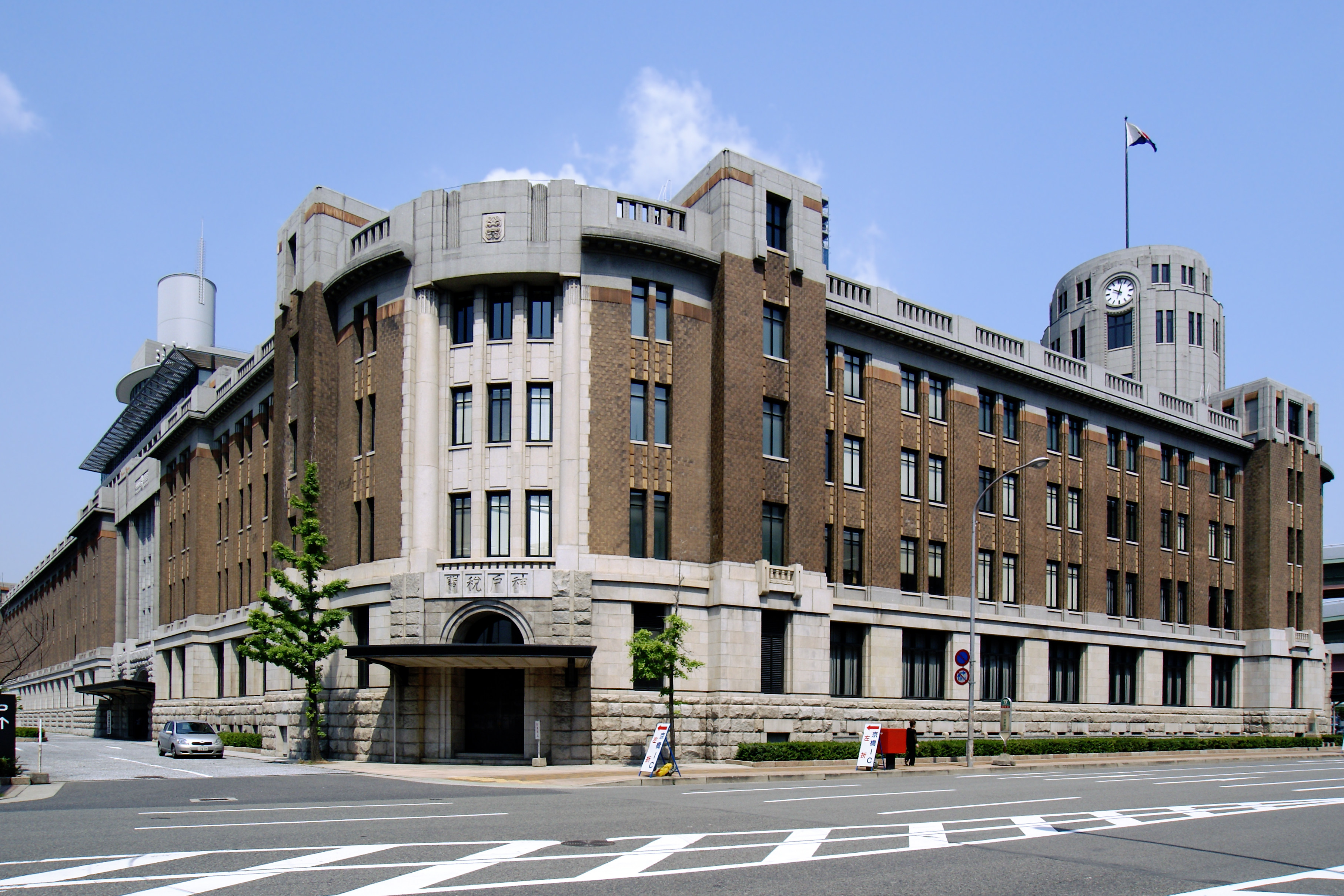
神戸税関（神戸市）伊能商会社屋。

## あらすじ
公式サイトでは第1週 - 第3週を「京都編」、第4週 - 第5週を「大阪船場編」、第6週 - 第17週を「笑売編」、第18週以降を「女興行師編」としている。

### 京都編
明治35年（1902年）、京都の薬問屋「藤岡屋」の長女・藤岡てんは、周囲から「げら」と評されるほど、笑うことが大好きな少女だった。ある日、てんは従兄の風太とともに地域の薬祭りに行き、興行にやって来た若手旅芸人・北村藤吉と出会う。藤吉は、初舞台で大失敗してひどく落ち込むが、てんからもらったチョコレートと彼女の笑顔で励まされ、日本中を笑顔にする芸人になると誓い、手紙を送ることを約束して旅立っていく。以後、藤吉からの手紙を楽しむようになったてんは、やがて笑顔がまぶしい年頃の女学生に成長する。
明治43年（1910年）、てんに縁談が舞い込む。気持ちの整理がつかないてんは、藤吉と会おうとして独り大阪の千日前へ行くが、暴漢に絡まれ、縁談相手である伊能栞に助けられるとともに、互いに結婚の意志はないことを知る。藤吉と会えずじまいでてんが帰ると、藤岡屋は薬品倉庫の焼失により経営の危機に瀕していた。縁談は先方の親の意向で破談。兄・新一は、病身に無理がたたり死去。そのためてんは店を継ぐことを決意して改めて縁談を請う手紙を栞に送ったところ、縁談は断られるが同封した新一の論文が着目されて融資を受けられることとなり、店の倒産は免れる。その直後、てんは藤吉と偶然再会する。運命を感じる2人に対して、藤吉に恋する娘義太夫・リリコに、藤吉は船場の米問屋の跡取り息子で、手紙に書かれた順風満帆な旅芸人生活が嘘と暴露され、てんの父・儀兵衛の猛反対により引き離されたりと障害が生じるが、やがて藤吉は米問屋を継ぎてんを嫁にもらう決意を固め、てんも彼に同意する。

### 大阪船場編
こうして、てんは父から勘当を言い渡され藤吉に連れられて船場の米問屋「北村屋」に行くと、藤吉の母・啄子と、啄子が決めた彼の許嫁・杉田楓に迎えられる。
てんは楓との商売対決に勝利しても啄子に嫁として認められず女中扱いされる。しかし、てんを信じる母・しずの言動と、藤岡家のころからてんに仕える女中のトキの手助けと、藤吉の励ましを支えに笑顔で過ごしていく。一方、親の言いなりでごりょんさんになることを目指し意固地な態度を取り続けていた楓は、てんと語り合い自身の決めた道で生きると考え直し、北村屋を去っていく。
藤吉が店の膨大な借金を知ったころ、番頭が引き抜かれて北村屋は急速に商売が傾く。藤吉は一家の財政問題解決のために儲け話に乗るが失敗し、ついに借金を完済すべく店と家屋を手放すことを決める。そんな中でも芸人たちが集まる店で笑い幸せになったてんは、藤吉と啄子に寄席の経営を始めることを提案したところ藤吉は賛成、啄子は猛反対する。住処を失った一家は、売れない芸人が集まる貧乏長屋に転居する。

### 笑売編
藤吉とてんに食い下がられた啄子は、1か月で寄席を開業することを条件に折れ、2人は寄席小屋を探し回り、天満で気になる物件を見つける。持主の亀井庄助は、当初、譲渡の懇願に取り合わなかったが、やがて2人の情熱に心動かされる。しかし、太夫元の寺ギンに寄席小屋を買収されそうになり、てんは商人として実家に向かい、藤吉とともに寄席にかける思いを訴えて資金を借り、寺ギンより先に寄席小屋を買収。芸人仲間の協力も得て順調に寄席小屋「風鳥亭」を開業させる。
風鳥亭は開業3日で閑古鳥が鳴く有様となるが、栞の伝手をきっかけに一度限りの条件ながらも大御所落語家・喜楽亭文鳥本人の出演を取り付け、客席は満員御礼の賑いを見せる。その後、寺ギンからの芸人の派遣で風鳥亭の営業は安定するが、収入の大半を寺ギンに渡す契約条件のため相変わらず苦しい経営ぶりが続く。しかし、協力に乗り出した啄子の経験と、てんのアイデアから考案した独自のサービスや工夫で徐々に売り上げを伸ばし、1年後には藤岡家からの借金を完済。啄子はてんをごりょんさんとして認めるとともに藤吉との結婚を承諾し、2人の祝言と藤吉の会社「北村笑店」（きたむらしょうてん）の立ち上げを見届けた後、知人を頼りアメリカへ旅立っていく。そして大正3年（1914年）、てんと藤吉に長男・隼也が誕生する。
仕事と家庭の両立、藤吉の金遣い、芸人の扱いなどを巡り、てんと藤吉は度々揉めるが、互いの気持ちや考えを理解することで仲直りする。寄席小屋の数も増やしていき風鳥亭を含めて3軒となり、大正5年（1916年）には人気落語家・月の井団吾と専属契約する。芸人の不安定な生活ぶりに気づいたてんは、芸人たちと職員への給与を当時では珍しい月給制に変更する。これにより北村笑店への移籍希望が続出し憤慨した寺ギンは、所属芸人たちを借金を理由に拘束し、風鳥亭への芸人派遣を取りやめ兵糧攻めにする。いよいよ北村笑店が経営の危機に瀕したとき、寺ギンの所属芸人らは移籍を決意し風鳥亭に押しかける。芸人らの借金はてんが密かに貯めてきたへそくりで肩代わりすることで解決し、文鳥の頼みで喜楽亭一座も受け入れる。そして寺ギンの元で修業した風太を番頭に迎え、北村笑店は演芸業界の大会社へ成長する。またこの間、栞はてんを通して藤吉と親友の関係になり、夢であった活動写真製作会社を設立して成功を収め、東京でも人気娘義太夫となったリリコは引退・帰阪後に活動写真女優として活躍、楓は新聞記者になる。
その後、寄席小屋を10軒に増やし、本拠地を千日前に移し「南地風鳥亭」を開業。藤吉は代表取締役兼総席主、てんは取締役経理、風太は大番頭（総支配人）として会社を切り盛りし、新たな演芸として舞踊団「安来節乙女組」を企画・結成したり、関東大震災に被災した東京の落語家たちを呼び寄せるなどし、興行を順調に進めていく。しかし昭和4年（1929年）、藤吉が脳卒中で倒れ入院する。団吾が社員の反対を押し切り挑戦したラジオ史上初の落語の披露や、てんの献身が励みとなり、一時は仕事に復帰するまでに回復するが、病気が再発する。藤吉は栞ら友人たちに今後を託す言葉を残しつつ、芸人らが新たに作り上げた「しゃべくり漫才」の完成を見届けた3日後に入院し、てんに見守られながら息を引きとる。

### 女興行師編
藤吉の死から4年後の昭和9年（1934年）、てんは日本最大の寄席チェーンに成長した北村笑店の社長となり、栞は藤吉の遺志により同社の外部役員として経営に携わる。実務に関しては風太が中心となり、男社会である寄席の世界でお飾りの女社長という立場にいるてんは、栞の勧めもあり、女性に受ける女流漫才師を自らの手で売り出したいと考え、リリコに女優からの転身を勧める。相方に失業した楽士の川上四郎を迎え、アメリカ留学から帰国した隼也の命名で「ミス・リリコ アンド シロー」のコンビが誕生する。二人は漫才作家に転身した楓ら女性たちを中心に支えられ、対立を経て互いに信頼しあう北村笑店の看板コンビへと成長する。また、多数の漫才師を抱える同社は、漫才作家となった昔からの仲間・万丈目吉蔵を部長に据えて文芸部を設立、その下で多数の作家たちを育て、自社発行の演芸雑誌「月刊キタムラ」を創刊、漫才の将来を考え、人気コンビのキース・アサリをあえて解散させ東京と大阪に分かれて活動させるなど、さらなる経営努力を進めてゆく。このころより、てんの前には折々に藤吉の霊が現れるようになり、てんはその助言や慰めの言葉に支えられながら生きてゆく。
同じころ、隼也は将来の跡取りとして入社し、風太は丁稚奉公よろしく厳しい指導をする。隼也はまじめに働くものの、アメリカで得た知識を生かせないことに不満を持ち、てんら首脳陣は話し合いの結果、栞の会社・伊能商会に彼を預ける。隼也のもとにある日、彼がアメリカで夢中になった「マーチン・ショウ」の代理人を名乗る外国人が日本公演を行いたいと連絡してくる。慎重に検討する栞をよそに隼也は代理人と会合し、この場で通訳の加納つばきと出会う。隼也は同じくショウのファンであるつばきと意気投合し、彼女のためにもショウを輸入し北村笑店25周年の目玉にしたいと功を焦るあまり、独断で仮契約を進め詐欺に遭う。一同は各々責任を感じて自分を責め、てんは隼也に自らの下で一から修業し直しを命じる。しかし一同は、かつての父親と同じ失敗を犯した隼也の姿に藤吉を懐かしく思い出し、歴代の失敗も含めた社史を編纂する。
その後、栞は本物の「マーチン・ショウ」日本公演を北村笑店と伊能商会との共同で行うことを提案する。隼也は喜ぶが、てんは彼を本件には係わらせないと厳しく申しつける。隼也はつばきの協力もあり、めげずに資料提供や企画書作成などのかたちで計画の手伝いをする。大半の費用を北村・伊能の2社で賄って公演は実行され、大成功を収める。北村笑店では芸人らに対する他社からの引き抜き騒動のさなか、リリコと四郎が結婚を決意、四郎の夢である楽団参加のために引退し上海へと旅立つ。一方で隼也とつばきの間にも恋心が育ってゆくが、つばきはある日、自分が北村笑店の主要取引先でもある中之島銀行頭取の娘であり、まもなく政略結婚することを告白、二人は互いに結ばれることを諦め別れる。その半年後、隼也は加納家の使用人から、隼也を忘れられないつばきを諦めさせるために力を貸すよう頼まれる。隼也も結婚が決まったとの手紙を読んだつばきはさらに思い詰め、嘘と知って家出するも、てんに見つかり保護される。迎えにきた父に対し、つばきは想い人がいるために結婚はしないと宣言。しかし父は聞き入れず、宥めるてんと風太に対して、彼女を説得できずに想い人と結ばれたら取引を白紙にすると告げ立ち去る。隼也とつばきは愛を告白しあうが、つばきは独りで生きる旨書き置きを残して姿を消す。つばきの後を追う決意をした隼也に対して、てんは勘当を申し渡す。
昭和14年（1939年）、てんは風太を通じて、駆け落ちした隼也らの間に息子・藤一郎が生まれ幸せに暮らしていることを知る。時局は軍による芸能への介入が進みつつあった。戦地への慰問のための芸人派遣依頼が入りてんは躊躇するが、兵士たちに笑ってもらうために請け負う。風太を団長に結成された慰問団「わろてんか隊」はキース・アサリ、万丈目夫婦などが出陣し、慰問先でミス・リリコ アンド シローも加わる。表現方法を巡り軍の少佐と揉めるが、笑いは薬と説得して持ち芸を発揮し公演は成功する。そして、死と向き合う兵士たちやその家族と触れ合った芸人らは、仲間や家族の愛おしさを痛感するようになる。
その後も慰問の功績が認められ、てんは国から勲章をもらい、女太閤と謳われるようになる。一方、栞は大衆のために自由に映画を作った結果、検閲により上映できず、損害の責任を取らされて社長を退任、伊能商会はライバル企業・新世紀キネマに吸収合併される。てんは栞を助けるため北村笑店に迎え、映画部を設立して、検閲の裏をかいて恋愛要素を加えた映画「お笑い忠臣蔵」を企画。一方、風太に勧められ、世間を景気づける目的で、売出されていた通天閣を購入する。しかし映画撮影開始を目前に、当初は支障なく通過した検閲から恋愛を連想させる箇所の台本修正を命じられる。同じころ、雑誌や新聞ではてんを非難する記事が掲載されるようになり、記事を信じた国防婦人会が寄席小屋へ抗議に押しかける騒ぎが起き、寄席の経営も脅かされる。栞とてんは、すべてが栞を弾圧すべく新世紀キネマが手を回しているためと察知する。事態を重く見た栞は、最先端の映画の勉強をするためアメリカ行きを決意し辞表を提出するが、てんや風太に引き止められ北村笑店に籍を残し渡米する。
昭和15年（1940年）、台本修正したものの映画は無事完成。昭和17年（1942年）、戦局は激しくなり、日を追うごとに芸人らが徴兵されていく現状を憂いながらも執筆していた万丈目は、体調を崩し歌子とともに帰郷する。昭和19年（1944年）3月には建物疎開のため南地風鳥亭に取壊しが通告され、他数か所の寄席小屋も同様に対象となり閉鎖を余儀なくされる。その直後、隼也に召集令状が通達され、風太の計らいで隼也の帰宅が実現する。折しも隼也一家の住まいも建物疎開が決定したこともあり、てんはつばきと藤一郎の受け入れも承諾。そして隼也の謝罪を受け止めるとともに自身の駆け落ちや実家への借金を打ち明けて和解し、隼也の出征を見送る。昭和20年（1945年）1月、大阪も空襲を受け、北村宅も半壊する。てんは風太の勧めで、つばき親子とトキ親子とともに滋賀の米原に疎開することと、北村笑店の解散を決意。芸人たちと天満風鳥亭で再会することを約束し、芸人長屋を後にする。
疎開先の家主・横山治平は、戦時下にもかかわらず笑顔を絶やさないてんたちに厳しく当たるが、彼女らが「笑う門には福来たる」を信念に、努めて笑っていると知り打ち解ける。そんななか、大阪大空襲で安否不明となっていた風太が、命がけで守った風鳥亭の看板を持って疎開先に現れる。やがて8月15日には終戦を迎え、てんが大阪に戻ると、天満風鳥亭は焼けくずれ瓦礫の山となっていた。風太は寄席小屋再開に向け意気込むも、生存が確認された社員・芸人らは戻れる状況になく、てんは落胆する。しかし帰国した栞が昭和21年（1946年）春に現れて再開を後押しし、社員・芸人らも徐々に戻り、隼也も無事に帰還する。てんたちは、寄席小屋再開に団結し、社員・芸人総出で、仮設の寄席舞台で青空喜劇「北村笑店物語」を開演。観客は大盛況の笑いに包まれ、成功を収める。
終演後、てんは幽霊となって現れた藤吉と語り合う。てんは、この先100年寄席小屋を続けることを誓ったうえで、藤吉に「わろてんか」と問いかける。藤吉は笑顔で承諾し、物語は幕を閉じるのであった。

## 登場人物

### ヒロインと主要人物
藤岡 てん（ふじおか てん） → 北村 てん（きたむら てん）
演 - 葵わかな（幼少期：新井美羽）
本作のヒロイン。寄席興行会社「北村笑店」創業者夫妻の妻にして、のちの社長。
幼いころより笑い上戸で行動的な性格。明治35年、旅芸人を名乗る藤吉と出会う。以後、彼から送られてくる手紙を読んで笑いながら憧れの気持ちを募らせ、やがて恋心に変わっていく。
明治43年の17歳時、兄の死により藤岡屋を継ぐ決意をするが、そのために持ちかけられる縁談に乗り気になれない日々を送るなか、藤吉と再会する。反対する父・儀兵衛の勘当を承知のうえで、藤吉と駆け落ち同然で大阪へ旅立つ。
藤吉と北村家に住み始めて、啄子に嫁として迎えてもらえず女中として修行する。店の倒産により、北村屋の人々から実家に戻るよう促されるが藤吉と笑って生きる決意は揺るがず居残る。米問屋の廃業を機に藤吉に寄席経営を提案し、寄席小屋「風鳥亭」を開業後は、客の下足磨き、暑気払いに冷たい冷やし飴の販売、女性・子ども客に向けて昼からの開演、木戸銭を10銭から5銭に値下げするなど、独自のサービスを編み出して売り上げを伸ばしていく。開業から1年後、啄子に認められて藤吉と結婚。大正3年の時点で長男・隼也が誕生している。家庭と両立しつつ、縁の下の力持ちとして藤吉と会社を支えて北村笑店の事業拡大に貢献し、南地風鳥亭開業時には取締役経理を担当、藤吉死後は社長に就任し風太や栞に支えられながら企業を存続していく。
昭和14年、慰問のための芸人派遣などの功績を讃えられ勲章を受章。同時期、伊能商会を追われた栞を採用して映画部を設立し、映画「お笑い忠臣蔵」を製作する。
昭和20年1月、大阪も空襲に見舞われるようになり疎開を決断、同時に北村笑店の解散を発表し芸人長屋を去る。
昭和20年8月15日、疎開先のラジオで終戦を知り迎えに来た風太とともに大阪へと帰るも、「風鳥亭」が空襲で焼け落ちたことを知り、傷心。芸人らも戻らないまま、「風鳥亭」跡地ですいとんを売りながら生計を立てる。昭和21年、アメリカから帰国した栞と再会。その直後から、芸人らが次々と戻ってきたことで北村笑店復活を宣言。寄席再開第1弾として、「北村笑店物語」の上演を発表した。
舞台は成功に終わり、上演後、藤吉と語り合っていた。
吉本興業創業者の吉本せいがモデル。
北村 藤吉（きたむら とうきち）
演 - 松坂桃李 （幼少期：大西啓翔）
明治45年より、てんの夫。大阪船場にある老舗の米問屋「北村屋」の長男。のちに寄席を運営する会社・北村笑店を夫婦で興し、やがて取締役社長兼総席主となる。本名は北村 藤吉郎（きたむら とうきちろう）。
幼少期に啄子に連れられて父を捜す途中で、寄席小屋に興味を持って中に入り落語を見たことをきっかけに、芸能の虜となった。笑いのない家庭や家業を継ぐことに嫌気が差し、好きな道を志すために旅芸人一座「福楽座」にまぎれ込む。
明治35年の15歳時、キースとともにぼったくり飲食店に騙され、苦肉の策で食い逃げするなか、同じく追っ手から風太と逃げていたてんと出会う。初舞台で出番を間違えて観客から罵声を浴び落ち込むが、てんからもらったチョコレートと笑顔で励まされ、謝礼に白文鳥の人形が付いた鈴を贈る。その後の芸人生活も鳴かず飛ばずで一度は実家に帰るものの、自身にとって唯一の贔屓客であるてんを笑わせ大切にしたい思いから、嘘の旅芸人生活を綴った手紙を送り続ける。
明治43年、演芸の楽しさを忘れられず、リリコの誘いを受けて一座に戻った直後に、偶然てんと再会。紆余曲折を経て、てんを一生笑わせるために北村屋を継ぐ決意をし、彼女を連れて大阪の実家に帰る。帰郷後は米問屋の仕事に精を出すが、父が遺した多額の借金の返済と店の経営を立て直すために大儲けしようと、店舗と土地を抵当に電気式髪結い機（電髪）を購入するが、すべて不良品で大損害を被る。北村屋廃業後は、てんの提案を受け、寄席経営と日本一の席主になることを目指す。風鳥亭が開業して1年後、会社「北村笑店」を創立する。
その後は、家庭との両立に悩みながらも仕事に奔走し、寄席小屋を増やしたり、芸人の獲得や発掘などをして会社を大きくしていく。北村笑店立ち上げから数年後、脳卒中を患い死去する。没後もてんの人生の節目や、悩み行き詰ったときなどに幽霊となって現れ、彼女に語りかけるようになる。
週刊現代は、吉本せいの夫・吉本泰三がモデルと推測している。
武井 風太（たけい ふうた）
演 - 濱田岳（幼少期：鈴木福）
てんの従兄。「藤岡屋」の丁稚として働き始め、明治43年の時点は手代。大正4年に藤岡屋を辞め寺ギンの元で働いたのち、「北村笑店」番頭、事業拡大後は北村の経営する寄席を束ねる総支配人、そして専務となる。
幼いころからてんと一緒に育てられ、てんを妹のようにかわいがり、やがて片思いするようになる。強がりで、普段はてんの前で虚勢を張るが、てんを怒らせ距離を置かれた際には意気消沈し、てんから謝られると号泣して喜ぶなど、素直な一面もある。
てんに接触する藤吉を不快に思いつつ、儀兵衛に気付かれないよう配慮しながら、藤吉からの手紙をてんに渡し続ける。てんと藤吉が結ばれてからは、彼女を心配して折りを見ては北村家を訪れ、てんがぞんざいな扱いをされていると知ると、藤吉を殴ったり説教したりする。栞に対しては鼻につくと思いつつ、非の打ち所のなさから一目置き、彼の北村笑店役員就任後は対立ののちにてんを支える同志として固い絆を築く。
大正4年、しずから暖簾分けの打診を受けていたが、てんへの恋心から「てんを助けたい」と考え、寄席の勉強をするために、藤岡屋を辞め寺ギンの下で働く。その後、芸人たちの扱いを巡り寺ギンに反論したことから解雇となり、寺ギンの所属芸人らとともに「北村笑店」に移籍し、番頭として迎えられる。大正10年の時点では総支配人に昇進している。昭和9年には、それまで「万歳」と呼ばれていた演芸を「漫才」と名付ける。
藤岡屋からの同僚だったトキと結婚し、娘の飛鳥をもうける。
隼也が取引銀行頭取令嬢のつばきと恋に落ちた際には、会社とてんのためを思い、隼也を叱責し引き離そうとする。しかし隼也がつばきを選び駆け落ちした際には、つばきの父に謝罪と取引継続懇願の土下座をする。また、駆け落ち先から送られる隼也一家からの手紙を読み聞かせるかたちでてんに状況を伝えるなど、北村親子の間を取り持つ。
毎報新聞社からの依頼で慰問団「わろてんか隊」を結成し、団長として芸人らとともに戦地に赴く。帰国後「わろてんか隊」第2弾を派遣することを決める。
昭和14年、通天閣が売りに出されていることを知り、北村笑店で購入することを決断。
昭和19年、隼也に召集令状が交付され、てん親子の再会を膳立てする。昭和20年、大阪も空襲に見舞われるようになったことから、てんたちに疎開を勧める。1月に起きた大阪大空襲で行方不明になったと思われていたが、8月15日の終戦後、てんを迎えに疎開先へと現れた。
元よしもとクリエイティブ・エージェンシー専務取締役の竹中功は、吉本せいの実弟で吉本興業の社長を務めた林正之助がモデルと推測している。
伊能 栞（いのう しおり）
演 - 高橋一生
伊能家の次男。薬の貿易会社を任される帝国大学卒の青年実業家で、てんの縁談の相手。のちに活動写真製作会社・伊能活動写真社長となり同社を不動産や百貨店事業なども手掛ける日本有数の企業・伊能商会へと成長させ、北村笑店の外部役員を兼任する。
登場時から一貫して洋装に身を包んでいる。見合い写真とプロフィールを知った藤岡家の女性たちには容姿、頭脳、家柄すべてにおいて高評価を得る。後述のとおり東京で生まれ育ったため、主要人物の中では近畿方言を使わず（当時の）標準語で話す。
実際の出自は、父・忠春が東京で愛人の芸者・志乃に産ませた庶子であり、病弱だった兄の代わりに会社を継がせられるよう、中学生のときに「保険」として伊能家に呼び寄せられたというものだった。実母の志乃が多額の手切れ金と引き換えに二度と会わない約束をし、拒絶されるという経験に深く傷ついていた。のちに大阪で記憶喪失の志乃と偶然再会し、母に対する複雑な心理から、援助の手を差しのべようとしながら息子と名乗ることは拒絶し対峙することを避けるという行動を経て、てんと藤吉やキースのとりなしで和解をする。名前の「栞」は「道標」という意味で、志乃が「人を導く道標になってほしい」という願いを込めたもの。また、志乃が好きだった活動写真によく連れて行ってもらったことがエンターテインメントに関心を持ち、活動写真会社を設立する原点となった。
藤岡屋の経営危機のためてんとの縁談は一旦破談となるが、てんが送った新一の遺した論文に関心を示し「藤岡屋」に投資する。その後、てん以上の魅力的な女性に出会えないという理由で独身を通すが、彼女と藤吉の絆をかけがえのないものと思い、二人を同志として見ていることを藤吉にだけ明かす。
藤吉に対しては、初対面時に酒を酌み交わし、経営者としての甘さを指摘したことで殴り合いの喧嘩となるが、すぐに和解し、知人である落語家の文鳥を紹介する。また、文鳥の高座が決まると新聞社に宣伝したり、藤吉と一緒にちんどん屋をするなど開業したばかりの風鳥亭の経営に積極的に協力する。数年後、藤吉が病に倒れた際に、北村笑店の未来を心配していた藤吉の提案で、自社と北村笑店との業務提携契約を交わし、藤吉の死後、北村笑店の外部役員に就任、てんを支えてゆくことを誓う。
実業家としてはロックフェラーに倣ってチャリティーに力を入れ、多数の寄付をしているが、関東大震災時にはそのことを「売名行為」とマスコミに叩かれるメディアスクラムに遭ったこともある。
昭和14年、製作した映画が内務省の検閲で上映中止に追い込まれるようになり、損失の責任として役員会議で社長退任を求められる。その後北村笑店に入社し、映画部を設立。映画「お笑い忠臣蔵」を企画し、検閲や映画法を潜り抜ける台本に仕上げるが「検閲保留」で恋愛を連想させる場面の削除等大幅な修正を求められる。やがて新世紀キネマの工藤に忠告されて自身が軍部・特高に目を付けられていることを知り、退職を決意するも、てんと風太に引き止められて北村笑店に籍を残し最先端の映画を勉強するためにマーチン・ショウの伝手を頼り渡米する。太平洋戦争開戦後は、マーチン・ショウを通じてできた仲間の手配により、出張というかたちで中立国に出国することで迫害を逃れる。
終戦後、日本に進出する企業の案内役の名目で帰国して昭和21年春にてんたちの元に戻るも、伊能商会のかつての部下たちの社長復任の懇願を受け入れる。そして部下たちを説得し、北村笑店の寄席小屋復活に協力する。

竹中功（前述）は、林弘高と阪急東宝グループの創業者・小林一三を合わせた役どころと推測している。

### 主要人物の関係者
トキ
演 - 徳永えり
藤岡家でてんの身の回りを世話する付き女中。のちに北村笑店の社員となり、会計庶務担当になる。
藤岡家では妹りんとともにてんの相談相手だった。後にしずの指示で「北村屋」に向かい、北村屋でてんの手助けをする。北村屋の倒産により、藤岡家に戻されるが、風鳥亭の人手が必要になって来たころ、自ら藤岡家を辞め、お茶子として風鳥亭で働く。南地風鳥亭開業後くらいにはてんの経理補助に昇進。後に風太と結婚し、一女をもうける。
飛鳥（あすか）
演 - 花田鼓（少女期：岸田結光・幼少期：森本くるみ）
風太とトキの娘。隼也のはとこ。他界した藤吉とてんの二人により「男でも女でも大空に羽ばたく鳥のように自由に生きてほしい」との願いを込め命名される。
昭和19年時点では、女学生になっている。
杉田 楓（すぎた かえで）
演 - 岡本玲
藤吉の許婚。のちに婚約解消し、明治44年1月に「大阪毎報新聞」文化部の記者を務めたのち、北村笑店文芸部の漫才作家となる。
船場の商人の娘で、啄子に商才と気の強さを認められ、嫁候補として北村家に来ていた。藤吉に対しての愛情はなく、当初は親の言いなりに「ごりょんさん」になることが幸せと考えていた。しかし、てんと出会い、考えが揺らぐとともに彼女に嫉妬し、いけずな言動を取る。やがて、自分のことは自分で決めたいという本心や、与謝野晶子のような歌人になりたい夢をもらしたことを機にてんと和解。自分で相手を見つけると啄子に伝えて北村家を後にする。
その後は新聞記者として働きながら歌人を目指す。昭和9年に退職し、北村笑店文芸部に加わる。昭和14年の映画「お笑い忠臣蔵」製作では脚本を担当。昭和17年、療養に入る万丈目の仕事を引き継ぐ。
昭和20年、北村笑店解散の発表時、親の世話のために大阪に残ることを告げる。
昭和21年、北村笑店に復帰。「風鳥亭」再開第1弾の舞台「北村笑店物語」では舞台の語りを務めていた。
伊能 忠春（いのう ただはる）
演 - 南条好輝
栞の父。「伊能製薬」の社長。
儀兵衛にてんと栞との縁談を持ちかけたものの、「藤岡屋」の倉庫火災による倒産の危機を耳にして破談させる。
伊能 光司郎
演 - 松木賢三
栞の異母兄（本家の長男）。父・忠春の退任後、「伊能製薬」の社長に就任。
山下 勝利
演 - 玉置孝匡
「伊能商会」専務→社長。
昭和9年時点ではトーキー導入による活動写真楽士らの反発に悩まされ、栞の北村笑店との関わりを「寄席道楽」と考え苦々しく思っている。
昭和19年、社長に就任したが終戦後の昭和21年に栞に対し、「伊能商会」復帰を懇願。栞から乞われて、「風鳥亭」再建に協力するようになる。
志乃（しの）
演 - 銀粉蝶
栞の実母。名字は相澤。元芸者で、東京・向島で小料理屋を営む。
東京在住時のキースを居候させ、息子のようにかわいがり面倒を見ていた。伊能家からの要求で栞を引き取らせる際に二度と会わない宣言をするが、息子を忘れられず、出産の際のへその緒を関東大震災被災時にも命がけで持ち出すなど大切に保存していた。被災時に記憶喪失になり、回復しないままキースに連れられ大阪で療養するが、再会した栞のことを思い出せないままながらも気にかけ、彼の好物だった甘い卵焼きなどをふるまおうとする。記憶回復後に栞と和解し、彼からの援助を一旦は断るが、栞の希望により返済に20年かかる借金というかたちで受け取り、東京へ帰る。
北村 隼也（きたむら しゅんや）
演 - 成田凌（幼少期：渡部翔夢 / 少年期 : 南岐佐 / 15歳時：大八木凱斗）
てんと藤吉の長男。儀兵衛としずと啄子の孫。ハツの曾孫。新一とりんと頼子の甥。飛鳥のはとこ。1914年（大正3年）生まれ。父の藤吉に似て、先見の明はあるが騙されやすい面を持つ。
父の藤吉の死去後に父方の祖母・啄子を頼り2年間渡米し、現地のエンターテイメントを勉強する。帰国後は風太の元で寄席小屋の掃除や売店を担当するなど修業した後、自ら望んで栞の元で雑用などの修業をする。しかし、世界的エンターテイメントショーである「マーチン・ショウ」の日本公演の権利を得ようと独断で動き、亡き藤吉が自身に宛てた貯金を持ち出した結果、詐欺被害に遭い、てんの判断で北村笑店に戻される。その後、本物の交渉話があることを知り、諦めきれずに企画書を製作して栞・風太・てんを説得し、北村笑店創業25周年公演として興行することとなる。一方、「マーチン・ショウ」の資料集めに協力したつばきと恋に落ちるが、彼女が取引銀行の頭取の娘であることと、別の男性と婚約中であることを打ち明けられ、別れを受け入れる。北村笑店創業25周年パーティーの企画に打ちこむが、家出したつばきの覚悟と自身の気持ちに向き合い、かつてのてんと同様の形で勘当され、つばきと駆け落ちする。
その後は、年に数回、風太に宛てて匿名で手紙を送り、川崎に在住し工場に勤務していることや、長男・藤一郎が誕生したことなどを示唆する。
昭和19年、北村家に自身への赤紙が来たことをきっかけに数年振りに帰阪。てんに対して親不孝を詫びるが、てんからも若かりしころの駆け落ちなどを告白され和解。その後、出征して行く。
昭和21年、復員し大阪へと戻りてんたちと再会。舞台「北村笑店物語」では、栞役を演じていた。
加納 つばき（かのう つばき） → 北村 つばき（きたむら つばき）
演 - 水上京香
中之島銀行頭取の長女で、父親の仕事で10年間在米経験を持つ帰国子女。英語学校の同僚に代わり「マーチン・ショウ」代理人ジェイソン・ハミルを名乗る外国人の臨時通訳をするなか、隼也と出会う。「マーチン・ショウ」を観たことがあり、日本公演実現に情熱を注ぐ隼也と意気投合し協力するうちに彼と恋に落ちる。日本公演実現が具体化していくころ、隼也に身の上を明かすとともに、親が決めた婚約者がいることを理由に別れを告げる。しかし隼也への思いを断ち切れないとともに好きでない人と結婚したくないと思い直し、家出する。当初は独りで生きる決意をするが、勘当を受けた隼也とともに駆け落ちする。
隼也との間に長男・藤一郎を儲ける。昭和19年、駆け落ち先の自宅が建物疎開対象となり転居せざるを得なくなったことと、隼也の出征により、親子3人で帰阪し、てんの家の世話になる。昭和20年、てんたちとともに疎開する。
昭和21年、復員してきた隼也と再会した。
北村 藤一郎（きたむら とういちろう）
演 - 南岐佐
隼也とつばきの長男（てんと藤吉の孫）。（儀兵衛としずと啄子の曾孫）。
昭和19年に祖母・てんと初対面。「女太閤」と呼ばれる彼女を誇りに思う。

### 京都の人々

#### 藤岡家の人々
京都で1、2位を争う大手の薬問屋を営む。明治43年、薬品倉庫の焼失による経営危機に陥り、栞の融資を得て洋薬の専門店に事業転換する。
藤岡 儀兵衛（ふじおか ぎへえ）
演 - 遠藤憲一
新一、てん、りんの父。
「藤岡屋」当主。番頭時の仕事ぶりをハツに認められ藤岡家の婿養子となる。
頑固一徹で、仕事のために連日徹夜でドイツ語を勉強するほどの努力家。怒ると怖いと評判で「ギョロ目の鬼さん」とあだ名される。
明治35年、てんに対して厳しく笑うことを禁ずるが、夜な夜な化け猫のように酒を飲む様子を悲しまれたことを機に改める。
明治43年、店の後継とてんの幸せを思い、てんに婿養子前提の縁談を持ちかける一方、てんに接近する藤吉に不快感を持ち、京都から追い出そうとする。藤吉と笑って生きる決意をしたてんに激怒して勘当を言い渡すが、彼女が感謝の気持ちと別れの挨拶をして去った後には号泣する。
その後、てんが寄席を手に入れるために資金融資を頼んだ際には他人行儀の対応をするが、てんの熱意やハツの一言もあり最終的に資金を貸す。その時点から既に体調が悪い様子を見せていたが、明治44年の夏に、既に他界したことが風太によっててんに伝えられる。
藤岡 しず（ふじおか しず）
演 - 鈴木保奈美
新一、てん、りんの母。
てんが藤吉と北村家に住み始めてから、てんのことが心配になり女中のトキを北村家に送る。北村家に訪れた際には、啄子にてんを商人として鍛えるように頭を下げ、てんには死ぬまで配偶者と添い遂げる指南をし、喪服としてハツが縫った白い着物を贈る。
藤岡 ハツ（ふじおか ハツ）
演 - 竹下景子
新一、てん、りんの祖母。
てんと栞の縁談が破談になった際に自ら栞の縁談相手に名乗り出たり、破談後も栞の縁談写真を肌身離さず持つなど、面食いなところを見せる。儀兵衛にとっては義母なので一家の中で唯一、彼女には頭が上がらない。
藤岡 新一（ふじおか しんいち）
演 - 千葉雄大
てん、りんの兄。帝国大学薬学科の学生。
将来は藤岡屋を継ぎ、自身と同じぜんそく患者を救いたいとの希望を持ち続けている。てんの笑顔を心の支えにしており、彼女が儀兵衛に叱責された際には、てんの気持ちを理解し儀兵衛を説得する。
明治35年、持病のぜんそくの発作を起こし、休学し療養に専念する。
明治43年、休学・療養を続けるかたわら、体調を見ながら知り合いの研究所に通い研究と論文執筆に励む。同年夏に「藤岡屋」が経営危機となり、金策に奔走する父に代わり店を守り取引先の応対に務めるが、激務がぜんそくの悪化に拍車をかけて倒れ、しばらくして息を引き取る。
死後、薬を海外に頼らず自国で開発・製造する構想をしたためた論文が栞に着目されたことで、藤岡屋の危機を救うこととなる。
藤岡 りん（ふじおか りん）
演 - 堀田真由（幼少期：中川江奈）
新一、てんの妹。姉・てんとは対照的に控え目な性格。
てんと藤吉の恋を応援し、藤吉が負傷し自宅の蔵に匿った際には、てんとトキとで交代で看護する。
明治43年、てんと藤吉を一緒にさせたい思いから、自分が婿を取り「藤岡家」を継ぐことを儀兵衛に懇願する。勘当され北村家で暮らすてんに、婿養子の縁談が成立したことや、夫と店を継ぐ決意を手紙で伝える。その後は婿とともに藤岡屋を盛りたて本店を大阪の道修町に移し、新一の夢であった薬の国内製造を叶える。また、風鳥亭の客に販売したみかんの皮を漢方薬の材料として買い取ったり、漫才を始めたばかりのリリコを自社の化粧水の広告に採用するなど、てんの寄席経営に協力する。
昭和20年、疎開先でてんたちと再会。疎開先の主人・横山の厳格な性格に戸惑うてんに対し、孫が出征してから笑わなくなったことを明かした。
波多野 弥兵衛（はたの やへえ）→藤岡 弥兵衛（ふじおか やへえ）
演 - 中村凜太郎
波多野屋の次男で、りんの夫。

#### 藤岡屋の人々
平助
演 - 国木田かっぱ
「藤岡屋」の番頭。
サエ
演 - 徳田尚美
「藤岡屋」の女中頭。

### 大阪の人々

#### 北村家の人々
船場で老舗の米問屋「北村屋」を営む。しかし、番頭が辞めて経営が傾いたことと、藤吉の父の借金に加え、藤吉がさらに借金を背負ったことにより、明治43年、廃業を余儀なくされる。その後、屋号はてんと藤吉が立ちあげた会社「北村笑店」というかたちで復活する。
北村 啄子（きたむら つえこ）
演 - 鈴木京香
藤吉の母。別嬪。周囲から「ごりょんさん」と呼ばれている。「始末･才覚･算用」の家訓をモットーに女手一つで北村屋を切り盛りし、従業員やてんに対して厳しく接する一方で実子の藤吉には甘い。
貧しい行商人だった幼少期を経て、商才を認められ北村家に嫁入りするも、夫は芸妓に現を抜かし店の金を注ぎ込んだ挙句に多額の借金を残し、すれ違いの夫婦生活を送った。そんな事情から、藤吉の恋愛結婚を反対する。
斜陽の「北村屋」の暖簾を守るため、自らも店に出て身体を張って働くが、藤吉が家と土地を抵当に入れた商売失敗が大打撃となり、夫と藤吉が作った借金を返済して店を畳み、てん・藤吉とともに芸人長屋に移り住む。てんの寄席経営の提案を当初は反対するが、てんと藤吉が譲り受けた寄席小屋が、かつて死を考えるほどに辛い中で幼い藤吉と一緒に入り笑わせてもらった場所と知り、快く開業を認める。
風鳥亭が開業すると、うまくいかず苦悩する藤吉とてんを見かねて自ら腰を上げて手伝い、商売の経験や心意気を伝授していく。開業1年後には、てんをごりょんさんとして認めるとともに、てんと藤吉の結婚を許す。2人の祝言に立ち会い、藤吉から「北村笑店」を立ち上げることを聞いた後、新しいことに挑戦したい気持ちから、知人が住むアメリカへ旅立つ。その後現地で再婚、カリフォルニアでクリーニング事業をしている。世界一周旅行の途中で日本に一時帰国し、てんと晩年の藤吉に対し苦労を労い成功をたたえたあと、再び旅立ってゆく。
週刊現代は、吉本せいの姑・吉本ユキがモデルと推測している。
北村 頼子（きたむら よりこ）
演 - 西村亜矢子（幼少期：橋本苺花）
藤吉の姉。幼少期は啄子が藤吉ばかりかわいがるのを嫉妬し、たびたび彼にいけずをしていた。
結婚し既に家を出ているが、実家に頻繁に帰って来ては金品を持ち出す。

#### 北村笑店の関係者

##### 漫才師たちとその関係者
秦野 リリコ（はたの リリコ）
演 - 広瀬アリス（幼少期：莉帝）
旅芸人一座「福楽座」の芸人、のちに女優、そして四郎との漫才コンビミス・リリコ アンド シローの片割れミス・リリコとなる。本名や娘義太夫芸人としての名の表記は凛々子（りりこ）。てんの恋敵。
幼少期に両親を亡くし、父親の知り合いの芸人仲間に引き取られて以来、旅芸人を続ける。幼いころから優しくしてくれた藤吉に恋をし、藤吉とてんの仲を引き裂こうと策略を図る。藤吉に失恋後は自棄になり贔屓客の後添いになろうとするが、藤吉から義太夫の才能を理由に引き止められて考えを改める。
明治43年の時点では関西で人気娘義太夫として活躍。風鳥亭開業と同じころに東京へ進出し人気の娘義太夫となるが、大正4年に引退し大阪の芸人長屋に戻る。その後、藤吉と栞に勧められ、栞が興行する活動写真の専属女優に転身。気まぐれな気質で、早々に女優業に飽き、契約を一方的に破棄しようとするなど自由奔放だったが、乙女組の指導などを経て次第にプロとしての自覚を得てゆき、主演級の人気女優として活動する。女性客に向けた人気漫才師を世に送り出したいてんの要望に応え、栞を説得して伊能商会から業務提携先の北村笑店に移籍する。
のちに川上四郎とコンビを組み、ミス・リリコ アンド シローのコンビ名で漫才師として歩み出す。始めは四郎と気が合わなかったものの、次第に結束してゆく。やがて四郎と恋に落ち彼の上海行きを機に結婚、夫を支えるため漫才活動を休止し家庭に入る。
昭和14年、四郎が所属する上海の楽団の解散と、風太らが上海に慰問に来たことを機にミス・リリコ アンド シローとして「わろてんか隊」に加入し漫才活動を再開。慰問活動を終えて四郎とともに帰国する。
昭和15年、洋風の名前を禁じる「芸名統制令」の施行により、芸名を「凜々子」に変更させられる。
昭和20年の北村笑店解散時には、田舎の生活が合わないために大阪に残ることを告げる。
昭和21年、路上で歌を披露していたところ、てんと再会。北村笑店に復帰した。
ミスワカナがモデル。
川上 四郎（かわかみ しろう）
演 - 松尾諭
アコーディオンを奏でる漫才師。ミス・リリコ アンド シローの片割れ。音楽学校でピアノを学んだ後、無声映画の伴奏楽士をしていた。ベルリンに留学して自分の楽団を持つことを夢見ている。トーキー映画への転換による失業危機の中、栞からリリコの漫才の相方の仕事を紹介される。手抜き仕事を理由にリリコから拒絶され、自身も気が強いリリコを気に入らないことから当初は反りが合わなかったものの、てんや北村笑店の女性陣らの尽力で気持ちを切り替えてリリコと結束していく。喋りが不得手なことから客の反応はいまいちだったが、てんが考案した「喋らない漫才」に転向し、客の笑いを獲得するようになる。また、次第にリリコに恋をし、告白をして両思いとなる。
看板芸人として人気が上昇する中、昔の音楽仲間から上海での楽団結成に誘われ、リリコを思い遣るあまりに深く悩む。しかしリリコと話し合い、てんたちの理解を経て漫才活動を休止しリリコと上海に渡る。
昭和14年、戦局が激しくなる時勢柄、所属楽団が活動困難が見込まれて解散。折しも北村笑店の慰問団「わろてんか隊」が上海に来たことから、リリコとともに隊に加入し漫才活動を再開する。
昭和21年、リリコとともに路上でアコーディオンを披露していたところ、てんと再会。北村笑店に復帰した。
玉松一郎がモデル。
舶来屋 キース
演 - 大野拓朗（幼少期：前田旺志郎）
藤吉やリリコの芸人仲間で、外国人の物真似を芸としている。胡散臭い言動をしては騒動を引き起こしている。本名は山村 喜助（やまむら きすけ）。
父が残した借金に悩む藤吉に、儲け話として電気式髪結い機（電髪）を購入して商売することを勧め、結果として北村屋を倒産させるきっかけとなる。
風鳥亭の立ち上げから舞台に立ち続けるが、大正5年、藤吉が高額の契約金で団吾と専属契約を結ぼうと動いていると知って、芸人仲間を先導し抗議する。藤吉に取り合ってもらえなかったことから舞台をストライキするが、看板芸人を入れることで芸人の士気を上げたい藤吉の意図を知り考えが変わる。アサリとコンビを組むとともにハリセンを開発し、どつき漫才を経てしゃべくり漫才と新しい笑いに挑み好評を得ていく。
一時期アメリカへ行くためにアサリとのコンビを解消し、帰国後東京で栞の実母・志乃の居候になりながら現地の寄席で成功を目指していたが、藤吉と再会直後、関東大震災に被災したのをきっかけに大阪へ帰りコンビを復活。昭和9年11月22日の「天下一決定戰 全國大漫才大會」で優勝する。風太の提案によるコンビ解散と新しい相方との活動を理解して受け入れ、東京へ行く。
昭和14年、アサリとのコンビ復活とともに「わろてんか隊」として現地を慰問。帰国後、映画でも活躍するようになる。
昭和15年、洋風の名前を禁じる「芸名統制令」の施行により、芸名を「喜助」に変更させられる。
昭和21年、アサリとともに「カナダからの直輸入」と銘打った食料品を販売して生計を立てていたが、そのことで警察に追われていたところ、てんと再会。北村笑店に復帰した。
横山エンタツをモチーフにしている。
潮 アサリ
演 - 前野朋哉
「俄」を持ち芸にしている芸人でキースの相方。本名は浅井 利一（あさい りいち）。ドケチで金が絡むと気性が荒くなる。開業当初の風鳥亭が閑古鳥が鳴く有様になった途端、保身のために神戸の新開地の寄席に逃げだすが、1年後の藤吉とてんの祝言の日に戻ってくる。漁師の祖父に育てられるが船酔いするので将来漁師になることを心配されていた。
キースとのコンビ別れを当初受け入れられず反発するが、キース自身からの説得もあり承諾し大阪に残る。しかしその後紹介される相方たちが気に入らず、自分の相方は生涯キースのみと宣言して、漫談家として一人で活動を始める。
昭和14年、キースとのコンビ復活とともに「わろてんか隊」として現地を慰問。
昭和15年、洋風の名前を禁じる「芸名統制令」の施行により、芸名を「潮浅利」に変更させられる。
昭和21年、キースとともに「カナダからの直輸入」と銘打った食料品を販売して生計を立てていたが、警察に追われていたところをてんと再会。北村笑店に復帰した。
竹中功は、花菱アチャコがモデルではないかと推測している。
浅井 治五郎
演 - 佐川満男
アサリの祖父。漁師、アサリが栞の所の専務になったと言う嘘は見抜くが、笑われることで人を幸せにできる芸人を誇りに思うと褒め称え帰郷する。
万丈目 吉蔵（まんじょうめ きちぞう）
演 - 藤井隆
藤吉の昔の芸人仲間でのちに漫才師、漫才作家。藤吉のこと、およびその息子の隼也を「ぼん」と呼ぶ。
「後ろ面」を持ち芸としているが笑いを取ることができず、歌子に尻を叩かれている。キースが仕入れた電髪の実験台に自ら買って出る。
風鳥亭の立ち上げから舞台に立ち続ける。大正5年のストライキ後にキースとアサリが新たな笑いに挑む一方、後ろ面を極めることに勢力をあげる。大正10年の時点では、後ろ面の芸を生かしつつ歌子を相方に夫婦漫才のウタコ・キチゾーとして舞台に立っている。やがて新聞への小噺掲載など文筆の才能を発揮し、キース・アサリの漫才台本作家として活動を始める。昭和9年に発足した北村笑店文芸部の部長および「月刊キタムラ」編集長に就く。
昭和14年、慰問団「わろてんか隊」に加わりウタコ・キチゾーを復活。
昭和17年、台本を書き上げると芸人が出征していく現状を気にかけて時間を惜しみ執筆活動を続ける。しかし無理がたたり倒れ、歌子やてんの強い勧めで静養するため十津川に帰省する。
終戦後、歌子とともに大阪に戻り、台本執筆を再開する。
秋田實がモチーフであると報じられたが、夫婦漫才を経て漫才作家になった経歴は志摩八郎と軌を一にしている。
万丈目 歌子（まんじょうめ うたこ）
演 - 枝元萌
吉蔵の妻。一膳飯屋「万々亭」店主。
気と腕力は吉蔵よりも強く、夫婦喧嘩時には店から飛び出るほどに吉蔵をど突いている。
大正10年の時点では、万々亭を事業転換した洋食店「マンマン」を営みつつ、吉蔵とともに舞台に立っている。吉蔵が作家となった際には、彼を支えるため舞台を引退するなど、一貫して夫の才能を生かすために行動することを自分の喜びとしている。
昭和14年、慰問団「わろてんか隊」に加わりウタコ・キチゾーを復活。
昭和17年、体調を崩した吉蔵を静養させるため、彼とともに十津川に帰省する。
終戦後、吉蔵と大阪に戻る。
岩さん（がん さん）
演 - 岡大介
怪力を売りにしている芸人。アサリ、キース、万丈目とともに同じ長屋に住み4人で「芸人長屋四天王」と名乗っていたが、3人がそれぞれ新しい芸や道を模索するうちに取り残され、寄席の出番が徐々に減っていく。藤吉の死後間もなく、孫と過ごすために隠居を宣言する。

##### 落語家たちとその関係者
喜楽亭 文鳥（きらくてい ぶんちょう）
演 - 笹野高史
「伝統派」と呼ばれる150名以上の門下を抱える大看板の落語家。
伊能製薬の正月行事に度々呼ばれている縁から、栞と馴染みが深い。
栞の紹介で一座の出演依頼に来た藤吉に対し、経営する寄席小屋の色を問い、答えられなかったことからその時点では断るも、後日好みの味のカレーうどんを持参したてんと藤吉から、老若男女が楽しめる寄席小屋にしたい理念を聞き、1度限りの条件で自身が高座に上ることを了承し、前座時代の噺『時うどん』を披露する。
月の井 団吾（つきのい だんご）
演 - 波岡一喜
「落語界の風雲児」と呼ばれる落語家。
噺の面白さと自由で豪放な生き様が人気となっている。藤吉や風太から専属の誘いを受けるが断り続ける。
兄弟子の団真とは修業時代は仲が良かったが、大正5年時には藤吉に「団真を高座に上げるなら契約しない」旨を告げるなど、不和の様子を見せる。団真の妻のお夕が夫婦喧嘩の末に家出したことを知り受け入れるが、団真とお夕が本心では思い合っていることを悟り、二人の行く末を見守ることを決める。後日、高座に復帰した団真の応援のため風鳥亭に駆けつけるとともに、契約金で借金を肩代わりすることを条件に風鳥亭と専属契約を結ぶ。
藤吉が倒れたのと前後してラジオ出演を打診され、ラジオで落語を放送すれば、寄席に客が来なくなると案じて反対する藤吉や風太らを騙し、病床の藤吉に、寄席に来られない人々も自分の落語の力で笑わせてみせると出演を宣言したうえで強行、「ラジオお好み演芸」の初回にて「死神」を電波に乗せ好評を得る。
本作のチーフプロデューサーの後藤高久は、初代桂春団治をモチーフにしており、春団治の光の部分を意識したキャラクターと述べている。
月の井 団真（つきのい だんしん）
演 - 北村有起哉
落語家。先代・月の井団吾の元で修行中、師匠の反対を押し切りお夕と駆け落ちし破門された。以後、弟弟子の団吾を名乗り、代金をツケにして食い逃げを続けていた。
てんの頼みで、急遽出られなくなった落語家の代役で風鳥亭の高座に上がるが、先述の悪事を知る観客からの「ニセ団吾」との囁き声が重圧となり噺を中断し、罵声と野次で会場が荒れる。この出来事でひどく落ち込み、慰めるお夕を殴る。ほどなくお夕が家出し塞ぎ込む日々を続けるが、自殺の恐れを心配し駆けつけたお夕の気持ちを知り一念発起する。密かに「崇徳院」を練習していることを知った藤吉から、再び出演の打診を受け、団吾とお夕の応援を後押しに高座を成功させる。
後藤高久（前述）は、初代桂春団治の影の部分を意識したキャラクターと述べている。
お夕（おゆう）
演 - 中村ゆり
団真の妻。先代・月の井団吾の娘。団真と駆け落ちし、彼とはぐれ行倒れたところをてんに助けられる。恩返しとして、風鳥亭の仕事を手伝うなか、万々亭で食い逃げしようとしている団真と再会し、以後2人で芸人長屋で暮らす。
柳々亭 燕団治（りゅうりゅうてい えんだんじ）
演 - 桂文枝
上方落語界の重鎮。

##### 安来節乙女組
栞から寄席が古臭いと指摘されたのを機に、当時大流行していた安来節を取り入れた演芸を始めるため、藤吉とてんが現地に出向いて選考した4人で結成された舞踊団。昭和20年の北村笑店解散と同時に舞踊団も解散した。
安達 都（あだち みやこ）
演 - 大後寿々花
安来節乙女組の一員。家庭の事情により大阪行きをためらっていたが反対を押しきり参加。とわによると、乙女組解散後も大阪に残り神戸大空襲で死亡。
勝部 なつ（かつべ なつ）
演 - 畦田ひとみ
安来節乙女組の一員。解散後、あやとともに安来に帰郷。
錦織 あや（にしこり あや）
演 - 鈴木球予
安来節乙女組の一員。解散後、なつとともに安来に帰郷。
小豆沢 とわ（あずきざわ とわ）
演 - 辻凪子
安来節乙女組の一員。解散後も大阪に住み終戦後、てんたちに他の組員の近況を伝え、現状では大阪で生活できないので安来に帰郷した。

##### 社員たち
亀井 庄助（かめい しょうすけ）
演 - 内場勝則
てんと藤吉が手に入れる寄席小屋の持ち主。
夫婦で寄席小屋「鶴亀亭」を営んでいたが、繁盛して羽目を外し妻に経営を任せきりにした結果、彼女の死去を期に下火となり廃業した。
小屋の譲渡を請う藤吉とてんに当初は取り合わなかったが、亀井夫妻に代わって再び町中の人を笑わせたい2人の情熱に折れる。
その後、自ら申し出て「風鳥亭」の下足番になる。売上を伸ばすために鶴亀亭時代の工夫を行うも、客足を遠のかせる結果となるなど失敗もするが、北村笑店が事業拡大し南地風鳥亭に本拠地を移した後は天満風鳥亭の支配人となる。
昭和20年に北村笑店が解散を発表した際、地方へ疎開することを告げる。
昭和21年、北村笑店に復帰。舞台「北村笑店物語」にも出演した。
竹中功は、「第二文芸館」の席亭だった長田為三郎がモデルではないかと推測している。
イチ
演 - 鈴木康平
初期「風鳥亭」からの従業員。のちに木戸番頭となる。
お楽（おらく）
演 - 河邑ミク
初期「風鳥亭」からのお茶子。のちにお茶子頭となる。
タネ
演 - 辻葉子
隼也の子守。
田口 一郎（たぐち いちろう）
演 - 辻本祐樹
戦後からの従業員で元旅芸人。
舞台「北村笑店物語」では、主役である藤吉を演じる。

#### 興行関係者
寺ギン（てらギン）
演 - 兵動大樹（矢野・兵動）
興行界の風雲児。以前は僧侶だったが「死んだ人間にお経を唱えるより、生きている人間を笑わせる方が面白い」と興行師に転身した過去を持つ。
オチャラケ派の芸人を抱える太夫元を営むなか、閉鎖した寄席小屋「鶴亀亭」を買収しようとするが、てんと藤吉に先を越される。その後、てんと藤吉が開業した寄席小屋「風鳥亭」の営業が軌道に乗り始めたことを知ると、芸人不足の弱みに付け込んで自身の取り分を7割とする条件で「風鳥亭」に芸人を送り込む。売り上げが2倍になったら取り分を5:5にすると藤吉に約束した。だが条件が達成された際には約束を反故にして6:4とした。
「風鳥亭」の月給制変更を機に所属芸人らの心が離れたことや、借金を盾に「自分の所有物」扱いしていた芸人への態度を藤吉に苦言されたことに怒り、「風鳥亭」への芸人派遣を差し止めるなどの兵糧攻めにするが、所属芸人たちに反旗を翻される。芸人らの借金を肩代わりしたてんの心意気に己の負けを認め、太夫元を始めた初心に戻るよう文鳥に説得されたことで、僧籍に戻り諸国行脚の旅に出る。
竹中功は、創業期の吉本興業のビジネスパートナーであった興行師・岡田政太郎がモデルではないかと推測している。
佐助
演 - 湯浅崇
寺ギンから「風鳥亭」へ派遣されていた曲芸師。出番で収入が決まる歩合制に不安を漏らし北村から内緒で給料制にしたことで寺ギンとのトラブルに発展する。後に戦争で足を負傷し曲芸ができなくなったため妻とともに故郷へ帰る。
富
演 - 宮嶋麻衣
佐助の妻。

#### 北村屋の人々
経営悪化を察して「北村屋」を出て行く。
又八
演 - 井之上チャル
「北村屋」の番頭。
「北村屋」の商売敵「天野屋」のごりょんさんから才覚を買われ、婿になってのれん分けすることで「天野屋」に移る。
「天野屋」に入ってからは商才を発揮し「北村屋」時代の得意先も囲ったことから、「北村屋」の経営悪化に拍車をかけることとなる。
スミ
演 - 楠見薫
「北村屋」の女中頭。
マツ
演 - 土井玲奈
「北村屋」の女中。
佐吉
演 - 梅林亮太
「北村屋」の手代。
又八の退職により経営悪化の危機感を察し「北村屋」を辞める。
豆蔵
演 - 井上拓哉
「北村屋」の従業員。

#### その他の大阪の人々
外国人客
演 - Raja Sahani
「北村屋」に来店するインド人客。外米が売れずに悩むてんに頼まれ、外米と合うカレーを作り客に試食販売することに協力し、大盛況の一役を買う。
不動産屋
演 - 阪田マサノブ
地域の開発を見込んだことや「北村屋」の売れ行き悪化を察し、啄子に土地と家の売却を勧める。
天野屋
演 - 梅田千絵
「天野屋」のごりょんさん。又八の婿入りのあいさつで「北村屋」に訪れる。
金貸し
演 - 楠年明
「北村屋」に訪れ、店の借金の取り立てに来る。
中川 太一郎
演 - 濱口秀二
ラジオ局「大阪中央放送所」（JCBK）の芸能部長。団吾のラジオ出演を希望する。
加納 清一郎
演 - 及川達郎
北村笑店が取引する中之島銀行の頭取。つばきの父。
政略結婚目的に、つばきの意思をよそに縁談を進める。家出したつばきが北村家で保護された際には、抵抗する彼女を平手打ちし無理やり連れ帰ろうとする。また、なだめる隼也や風太らに対して、つばきが他の男性と結婚することになったら取引きを止める旨を言い残す。
隼也が勘当された後、風太から今後も取引を続けてくれるように懇願される。
ばあや
演 - 森畑結美子
つばきの婆や。隼也への未練に悩むつばきのためを思い、隼也に頼み込み、別の女性と結婚する嘘の内容の手紙を書かせる。
小寺 誠一
演 - 木内義一
楓がかつて記者をしていた「毎報新聞社大阪本社」の社員。学芸部長として北村笑店へ、社が主催する慰問団の派遣を依頼しに来る。
大阪府庁の男
演 - 井上学
昭和19年3月、北村笑店へ建物疎開の通告に来る。

### その他の人々
落語家
演 - 桂南光
明治35年、京都で開かれた福楽座主催「くすり祭り」の寄席に出演するも、興行小屋に忍び込んだてんと風太に舞台を荒らされて憤慨し退席する。
八卦見
演 - 海原はるか
八卦に来たてんに藤吉が運命の相手と答える。
八卦見
演 - 海原かなた
リリコから賄賂を受け取り、八卦に来た藤吉にてんとの相性を大凶と答える。
安達 太平
演 - 白井哲也
乙女組の都の父。
ジェイソン・ハミル
演 - ブレイク・クロフォード
「マーチン・ショウ」の代理人ジェイソン・ハミルの名を騙る外国人。
阿久津 隆一
演 - 八十田勇一
陸軍主計少佐。名古屋出身。
工藤 隆一郎
演 - 栗原英雄
新世紀キネマの取締役。栞に対して、「国にとって自由主義的傾向がある要注意人物」と指摘。北村笑店で映画を企画する栞を弾圧するため、各方面に手を回す。
検閲官（川西）
演 - 伊藤正之
内務省で映画の検閲を行なっている。
てんが「お笑い忠臣蔵」の検閲保留の抗議に訪れた際、本音では脚本を好評価する一方、外部からの圧力により検閲保留になったことを示唆する。
隣組の男
演 - 小松健悦
隼也たちが暮らす長屋の近所に住む。渡米経験を持つ隼也夫婦に偏見を持ち、隼也一家が外国の音楽を歌い踊っていることに気づいて怒鳴り込み、アメリカの音楽を歌っていると苦言する。
大家
演 - 上村厚文
隼也たちが暮らす長屋の大家。
横山 治平（よこやま じへい）
演 - 西川きよし
てんたちの疎開先の家主。
横山 新平
演 - 中川浩三
治平の息子。りんの夫の従兄弟。
横山 ミツ
演 - 宮川サキ
新平の妻。

## スタッフ
- 作 - 吉田智子[36]
- 脚本協力・漫才指導 - 本多正識
- 音楽 - 横山克
- 主題歌 - 松たか子「明日はどこから」（アリオラジャパン/ソニー・ミュージックレーベルズ）[37]
- 語り - 小野文惠（NHK日本語センター・チーフアナウンサー）
- 「わろてんか1週間/5分でわろてんか」（週間総集編）ナレーター - 井田香菜子（NHK大阪放送局アナウンサー）
- 副音声解説 - 松田佑貴
- 制作統括 - 後藤高久
- プロデューサー - 長谷知記
- 演出 - 本木一博、東山充裕、川野秀昭
- スケジューラー - 岩寺秀廣
- 演出・制作 - 鈴木航、保坂慶太、中泉慧、泉並敬眞、尾崎裕人、高橋優香子、松本仁志、石川慎一郎、松岡一史、木村晴治、亀岡哲郎、早川優介、天水香里、小川公一
- タイトル映像 - 小島淳二、泉優次郎（イラスト）
- エンド映像 - 坂根久美
- ポスター[38] - 森岡潔、木津峰子、池宗清史、伊従沙紀（アートディレクター：池宗清史、ロゴデザイン：いよりさき）
- 美術統括 - 宮嶋有樹、深尾高行
- 美術 - 山内浩幹、荒川靖彦、伊達美貴子、三浦洋、後田美佳、古城未来、中本真美子
- 音響デザイン - 柳川起彦、佐藤あい、武生壮史
- 編集 - 田中美砂
- 記録 - 木本裕美
- 編成 - 松田彩、矢田直之
- 事業 - 齋藤遼太郎
- VFX - 北昌規、稲角拓司
- 技術統括 - 岡本哲二、高木宏
- 撮影 - 村上智彦、関照男、上谷真子、酒井俊史、高橋真寛、田中泰圭、西鍵真治、村田旭、大成公識、土井幾雄
- 時代考証 - 谷直樹
- 上方芸能考証 - 荻田清
- 芸能指導 - 旭堂南陵
- 大阪ことば指導 - 田中恵理
- 京ことば指導 - 八田麻住
- 所作指導 - 藤間豊宏
- 料理指導 - 広里貴子
- 資料提供 - 門松秀樹、大豆生田稔、河中義和、岩佐浩平
- 落語指導 - 林家染左
- 後ろ面指導 - 林家笑丸[注 24]
- 裁縫指導 - 長谷川順子
- 薬事指導 - 鈴木栄樹
- 三曲万歳指導 - 増田浩紀
- 義太夫指導 - 竹本綾之助
- 娘義太夫考証 - 水野悠子
- 俄指導 - 露の團四郎[注 25]
- 太神楽指導 - 豊来家玉之助
- 手品指導 - キタノ大地
- 医事指導 - 西谷昌也
- 書道指導 - 今口鷺外
- 算盤指導 - 木下和真
- 茶道指導 - 米澤宗昭
- 華道指導 - 神前光園
- 箏指導 - 松浪千壽
- アコーディオン指導 - 華乃家ケイ
- ダンス指導 - 中村ゆみ
- アクション指導 - 中村健人
- 大阪街並み考証 - 橋爪紳也
- 撮影協力 - 滋賀ロケーションオフィス、犬山ロケサービスチーム、なごや・ロケーション・ナビ、松竹撮影所、東映京都撮影所、博物館 明治村、日本大正村

## オープニング
和を基調とした遊び心満載な映像で、映像は小島淳二が、イラストは泉優次郎（イラストレーター、アニメーションディレクター）が担当している。
松たか子が歌う主題歌「明日はどこから」は、自身の作詞・作曲によるもの。
映像には大量の動きを加えた「モチーフ」が用いられ、本編にまつわる寄席経営のものなど毎回見るたびに新しい発見ができるように工夫されて作られている。最後は「てん」の由来になっているお天道様で締める映像となっている。
最終回ではタイトル、通常のオープニングが省かれ、出演者（この回ではロールテロップ）と主題曲をエンディングにした。なお、この回は本編終了後から自動的にオープニング映像でつなぎ合わせるようなかたちで締めくくっている。

## エンディング
日替わりで、一般公募で寄せられた「みんなのえがお」と題した写真を紹介する。最後に「わろてんか!」の子どもの掛け声が入る。最終回のみ、ヒロイン・葵わかなの1ショット。

## 視聴率
初回視聴率は20.8%を記録し（ビデオリサーチ調べ、関東地区・世帯・リアルタイム。以下略）、前々作『べっぴんさん』以来1年ぶりの視聴率20%超えとなった。
第2週では19.4%と初めて週間平均視聴率20%割れを記録し、その後も何度か単独での視聴率が20%割れとなるなど苦戦を強いられていたが、平均視聴率は20.1%となった。最終回視聴率は20.5%を記録した。なお、平均視聴率20%超えが2015年度後期『あさが来た』から5作連続維持となった。最高視聴率は22.5%であった。大阪放送局制作でありながら、関西地区で関東地区より不調になった。

## 放送日程
| 週                                                                                | 回        | 放送日                    | サブタイトル         | 演出                | 週平均視聴率 |
| --------------------------------------------------------------------------------- | --------- | ------------------------- | -------------------- | ------------------- | ------------ |
| 1                                                                                 | 01 - 06   | 2017年10月02日 - 10月07日 | わろたらアカン       | 本木一博            | 20.8%        |
| 2                                                                                 | 07 - 012  | 10月09日 - 10月14日       | 父の笑い             | 本木一博            | 19.4%        |
| 3                                                                                 | 013 - 018 | 10月16日 - 10月21日       | 一生笑わしたる       | 本木一博            | 18.8%        |
| 4                                                                                 | 019 - 024 | 10月23日 - 10月28日       | 始末屋のごりょんさん | 東山充裕            | 20.4%        |
| 5                                                                                 | 025 - 030 | 10月30日 - 11月04日       | 笑いを商売に         | 東山充裕            | 20%          |
| 6                                                                                 | 031 - 036 | 11月06日 - 11月11日       | ふたりの夢の寄席     | 川野秀昭            | 20%          |
| 7                                                                                 | 037 - 042 | 11月13日 - 11月18日       | 風鳥亭、羽ばたく     | 本木一博            | 20.5%        |
| 8                                                                                 | 043 - 048 | 11月20日 - 11月25日       | 笑売の道             | 東山充裕            | 19.6%        |
| 9                                                                                 | 049 - 054 | 11月27日 - 12月02日       | 女のかんにん袋       | 川野秀昭            | 20.2%        |
| 10                                                                                | 055 - 060 | 12月04日 - 12月09日       | 笑いの神様           | 保坂慶太            | 20%          |
| 11                                                                                | 061 - 066 | 12月11日 - 12月16日       | われても末に         | 保坂慶太            | 20.9%        |
| 12                                                                                | 067 - 072 | 12月18日 - 12月23日       | お笑い大阪 春の陣    | 本木一博 高橋優香子 | 20.2%        |
| 13                                                                                | 073 - 076 | 12月25日 - 12月28日       | エッサッサ乙女組     | 東山充裕 中泉慧     | 20.1%        |
| 14                                                                                | 077 - 079 | 2018年01月04日 - 01月06日 | みんなの夢           | 東山充裕 中泉慧     | 18.4%        |
| 15                                                                                | 080 - 085 | 01月08日 - 01月13日       | 泣いたらあかん       | 川野秀昭            | 19.4%        |
| 16                                                                                | 086 - 091 | 01月15日 - 01月20日       | 笑いの新時代         | 川野秀昭            | 20.2%        |
| 17                                                                                | 092 - 097 | 01月22日 - 01月27日       | ずっと、わろてんか   | 本木一博            | 19.9%        |
| 18                                                                                | 098 - 103 | 01月29日 - 02月03日       | 女興行師てん         | 本木一博            | 21%          |
| 19                                                                                | 104 - 109 | 02月05日 - 02月10日       | 最高のコンビ         | 鈴木航              | 21%          |
| 20                                                                                | 110 - 115 | 02月12日 - 02月17日       | ボンのご乱心         | 鈴木航              | 20.5%        |
| 21                                                                                | 116 - 121 | 02月19日 - 02月24日       | ちっちゃな恋の物語   | 東山充裕            | 20.7%        |
| 22                                                                                | 122 - 127 | 02月26日 - 03月03日       | 夢を継ぐ者           | 東山充裕            | 20.2%        |
| 23                                                                                | 128 - 133 | 03月05日 - 03月10日       | わろてんか隊がゆく   | 川野秀昭            | 19.5%        |
| 24                                                                                | 134 - 139 | 03月12日 - 03月17日       | 見果てぬ夢           | 保坂慶太            | 20.5%        |
| 25                                                                                | 140 - 145 | 03月19日 - 03月24日       | さらば北村笑店       | 鈴木航              | 19.9%        |
| 26                                                                                | 146 - 151 | 03月26日 - 03月31日       | みんなでわろてんか   | 本木一博            | 19.9%        |
| 期間平均視聴率：20.1%（視聴率はビデオリサーチ調べ、関東地区・世帯・リアルタイム） |           |                           |                      |                     |              |

### 放送日程変更

#### 「わろてんか」1週間
- 第19週：2月12日（月・振休）1時45分 - 2時5分（日・深夜25時45分 - 26時5分）
- 第20週：2月19日（月）1時5分 - 1時25分（日・深夜25時5分 - 25時25分）
- 第21週：2月26日（月）1時45分 - 2時5分（日・深夜25時45分 - 26時5分）

※平昌五輪中継によるもの。
- 第23週：3月12日（月）1時20分 - 40分（日・深夜25時20分 - 40分）

※東日本大震災7周年関連特番放送のため。
- 第25週：3月26日（月）0時10分 - 30分（日・深夜24時10分 - 30分）
- 第26週：4月2日（月）1時 - 20分（日・深夜25時 - 20分）

※選抜高校野球放送のため。

#### 総合・再放送
- 2月12日（月・振休）13時25分 - 40分
- 2月16日（金）13時15分 - 30分
- 2月17日（土）15時5分 - 20分
- 2月21日（水）14時34分 - 49分

※平昌五輪中継によるもの。

## 関連番組・総集編

### 関連番組
- もうすぐ!連続テレビ小説「わろてんか」（2017年9月18日、総合）
- いよいよスタート!連続テレビ小説「わろてんか」（2017年9月28日、総合〈大阪放送局のみ〉）
- まだ間に合う!連続テレビ小説「わろてんか」（2017年11月3日、総合）
- 今年も一緒に わろてんか（2018年1月3日、総合）

### 総集編
- 前編（初回：2017年12月29日・再放送：2018年5月4日、総合）
- 後編（初回：2018年5月4日、総合）

### スピンオフ
「ラブ＆マンザイ〜LOVE and MANZAI」のタイトルで、2018年4月21日（BSプレミアム）、再放送2018年5月5日（総合・関西地区のみ）で放送。再々放送は、同年6月10日（日曜：BSプレミアム）15時30分 - 16時30分に放送。
本編の裏側で起きていた愛と笑いの人間模様を4つの物語に仕立てたスピンオフドラマ。
- 第1話「風太のジェラシー」
  - 出演：濱田岳、徳永えり、大野拓朗、枝元萌、華井二等兵、石井里奈、茜屋太郎
- 第2話「リリコのボディーガード」
  - 出演：広瀬アリス、松尾諭、枝元萌、杉森大祐
- 第3話「楓の恋のラビリンス」
  - 出演：岡本玲、前野朋哉、枝元萌
- 第4話「勘当のフィナーレ」
  - 出演：葵わかな、成田凌、水上京香、堀田真由、枝元萌
- スタッフ
  - 作：鹿目けい子
  - 脚本協力：吉田智子
  - 演出 :1話 亀岡哲郎、2話 尾崎裕人、3話 泉並敬眞、4話 松岡一史

## 関連商品

### 書籍
ドラマガイド
- 連続テレビ小説 わろてんか Part1〈NHKドラマ・ガイド〉（NHK出版、2017年9月25日）ISBN 978-4-14-923581-3
- 連続テレビ小説 わろてんか Part2〈NHKドラマ・ガイド〉（NHK出版、2018年1月25日）ISBN 978-4-14-923582-0

ノベライズ（青木邦子による）
- NHK連続テレビ小説 わろてんか （NHK出版）
  - 上（2017年9月29日）ISBN 978-4-14-005691-2
  - 下（2018年2月23日）ISBN 978-4-14-005692-9

メモリアルブック
- わろてんか メモリアルブック〈ステラMOOK〉（NHKサービスセンター、2018年3月17日）ISBN 978-4-87108-134-4

楽譜
- 『連続テレビ小説「わろてんか」明日はどこから』NHK出版〈NHK出版オリジナル楽譜シリーズ〉ISBN 978-4-14-055371-8

コミック
- 『伊能栞の明治大正洋食記』（『WEBコミックぜにょん』連載、作画：オイカワマコ）

### Blu-ray・DVD
発行：NHKエンタープライズ、販売：よしもとミュージックエンタテインメント
- BOX1 第1週 - 第6週
  - 『連続テレビ小説 わろてんか 完全版 ブルーレイ BOX1』（2018年2月21日、YRXJ-17001/3）
  - 『連続テレビ小説 わろてんか 完全版 DVD-BOX1』（2018年2月21日、YRBJ-17009/11）

- BOX2 第7週 - 第16週
  - 『連続テレビ小説 わろてんか 完全版 ブルーレイ BOX2』（2018年4月25日、YRXJ-17004/8）
  - 『連続テレビ小説 わろてんか 完全版 DVD-BOX2』（2018年4月25日、YRBJ-17012/6）

- BOX3 第17週 - 第26週
  - 『連続テレビ小説 わろてんか 完全版 ブルーレイ BOX3』（2018年6月20日、YRXJ-17009/13）
  - 『連続テレビ小説 わろてんか 完全版 DVD-BOX3』（2018年6月20日、YRBJ-17017/21）

- スピンオフ
  - 『連続テレビ小説 わろてんか スピンオフ ラブ＆マンザイ〜LOVE and MANZAI ブルーレイ』（2018年9月26日、YRXJ-10001）
  - 『連続テレビ小説 わろてんか スピンオフ ラブ＆マンザイ〜LOVE and MANZAI DVD』（2018年9月26日、YRBJ-10009）

### サウンドトラック
- NHK連続テレビ小説「わろてんか」オリジナル・サウンドトラック（2017年11月15日発売、Ariola Japan (Sony Music Labels)、BVCL-842）
- NHK連続テレビ小説「わろてんか」オリジナル・サウンドトラック2（2018年3月7日発売、Ariola Japan (Sony Music Labels)、BVCL-870）

## その他
- 名前の由来であるお天道さま（太陽）をイメージし、てんのテーマカラーとして赤系の衣装を合わせている（対比で藤吉のテーマカラーは青）[72]。作品ロゴやメインポスター、番組公式HPなども赤を基調として統一している[38]。
- 武井風太を演じる濱田岳と、秦野リリコを演じる広瀬アリスは、本作出演前にドラマ『釣りバカ日誌』で恋仲の設定で共演している。2017年6月16日に行われた本作の追加キャスト発表会見においては、濱田が記者に扮して壇上の広瀬に質疑応答をしながら当日放送予定の『釣りバカ日誌』最終回をアピールした[73]。また同年11月18日放送の予告篇においては、風太とリリコが登場し『釣りバカ日誌』の名ゼリフを織り込みながら漫才風に次週の放送内容を紹介した[74]。2019年1月4日放送の新春ドラマスペシャルの冒頭においても二人が夫婦漫才風に放送内容を紹介している。
- 作中において、濱田岳がauのCMで扮している「金太郎」を彷彿させる場面が幾度と放送された[75]。
- キースを演じる大野拓朗と、潮アサリを演じる前野朋哉は、『潮干狩』とのコンビ名で『第13回M-1グランプリ』に出場し、予選2回戦まで進んだ[76]。
- ヒロイン・北村てんを演じる葵わかなと、万丈目吉蔵を演じる藤井隆は、2017年12月12日に放送の『第17回わが心の大阪メロディー』でコンビで司会を務めた[77]。
- 北村てんを演じる葵わかなは、『第68回NHK紅白歌合戦』（2017年12月31日）において、本作主題歌の「明日はどこから」を歌う松たか子の応援ゲストとして出演した。松の出番の際にはドラマの場面が映し出され、葵とともに本作で伊能栞を演じる高橋一生が登場し[注 27]、主題歌への印象や思いを語り、続いて松の歌唱パフォーマンスを見守った[78]。